# Домбрувка-Велика (Поморське воєводство)
Домбрувка-Велика (пол. Dąbrówka Wielka) — село в Польщі, у гміні Ленчиці Вейгеровського повіту Поморського воєводства.
Населення — 51 особа (2011).
У 1975-1998 роках село належало до Гданського воєводства.

## Демографія
Демографічна структура станом на 31 березня 2011 року:
|          | Загалом | Допрацездатний вік | Працездатний вік | Постпрацездатний вік |
| -------- | ------- | ------------------ | ---------------- | -------------------- |
| Чоловіки | 34      | 10                 | 21               | 3                    |
| Жінки    | 17      | 2                  | 12               | 3                    |
| Разом    | 51      | 12                 | 33               | 6                    |